# 유유 창구
유유 창구(일본어: ゆうゆう窓口 유유 마도구치[*])는 일본에서 우체국의 창구 취급 시간 외에 우표나 엽서류의 판매를 수행하고 있는 창구이다. 집배국에 설치되어 있지만, 2007년 10월에 일본우정공사의 민영화와 분사로 인해 통괄센터가 되는 우체국을 제외하고는 폐지될 예정이다. 이후에는 우편사업 주식회사가 운영할 전망이다.
이전에는 시간 외 창구라는 이름이었지만, 1999년에 이미지 제고를 위해 유유 창구로 개칭했다. 명칭은 ‘유빈’(일본어: 郵便, 우편)의 ‘유’(일본어: 郵, 우)·발송 시간의 ‘여유’의 ‘유’·당신의 ‘YOU’에서 유래했다고 한다. 토요일이나 일요일, 국경일, 야간에 우표 등을 구입할 수 있으므로 시간이 없는 사람에게 호평을 얻고 있다. 통상우편뿐만 아니라 등기우편도 취급하고 있다.
일본우정공사는 유유 창구의 삭감을 발표하고, 대체 수단으로 야간 배달의 효율을 높이고 있다. 인원 삭감과 효율적인 경영을 이유로 들고 있지만, 서비스 하락은 불가피하다.

## 같이 보기
- 우체국
- 일본우정공사
- 일본의 우정민영화